# IC 535
IC 535 ist eine elliptische Galaxie vom Hubble-Typ E0 im Sternbild Wasserschlange südlich des Himmelsäquators. Sie ist schätzungsweise 735 Millionen Lichtjahre von der Milchstraße entfernt und hat einen Durchmesser von etwa 85.000 Lj. 
Das Objekt wurde am 20. März 1893 vom französischen Astronomen Stéphane Javelle entdeckt.